# I cannoni di Navarone
I cannoni di Navarone  (The Guns of Navarone) è un film del 1961 diretto da J. Lee Thompson, subentrato ad Alexander Mackendrick a meno di una settimana dall'inizio delle riprese. La sceneggiatura è tratta dall'omonimo romanzo di Alistair MacLean.
Il film ebbe un seguito nel 1978, dal titolo Forza 10 da Navarone  (Force 10 from Navarone), con diversa regia e differenti attori.

## Trama
Siamo negli anni della seconda guerra mondiale. Nel 1943 i britannici hanno inviato dei soldati su un'isola greca, Keros, ma questa guarnigione non ha la possibilità di respingere la controffensiva tedesca, volta soprattutto ad impressionare la Turchia per spingerla ad entrare in guerra al fianco della Germania. Sei navi sono salpate alla volta dell'isola per evacuare i soldati il giorno prima dell'attacco tedesco, ma i nazisti, prevedendo tale mossa, hanno collocato due potenti cannoni anti - nave nella vicina isola di Navarone (isola fittizia) e utilizzano i due pezzi d'artiglieria per affondare qualunque nave (militare, civile, alleata o di paesi neutrali) che osi avventurarsi in quel tratto del Mar Egeo.
Il comandante Jensen, ufficiale della marina britannica e dei servizi segreti militari, è alle prese con una missione all'apparenza impossibile: salvare migliaia di vite e farlo nell'arco di appena sette giorni. La sua prima idea è un bombardamento aereo effettuato da uno squadrone della RAF, ma i cannoni non sono visibili dall'aria e la contraerea tedesca fa strage tra i piloti britannici. Jensen si vede costretto allora ad ordinare un'azione congiunta di sabotaggio che coinvolga commando britannici e partigiani greci, pur non essendo convinto della riuscita di una simile impresa.
La squadra è composta da sei uomini. Il maggiore Roy Franklin, caposquadra, ideatore del piano ed è lui che ha scelto gli altri componenti del commando, il capitano Keith Mallory (scelto perché esperto alpinista e perché parla il greco ed il tedesco a livello di madrelingua) e Andrea Stavrou, colonnello del disgregato esercito greco ed ufficiale di collegamento tra i commando alleati e la Resistenza Greca. Gli ultimi due hanno alle spalle una stretta collaborazione in fatto di guerriglia nel territorio ellenico, ma a causa di un errore tattico che costò la vita all'intera famiglia di Stavrou, egli stesso giurò a Mallory che lo avrebbe ucciso per vendetta a guerra finita. Franklin scelse i due compagni ignorando questa grave e pericolosa situazione, dato che Stavrou potrebbe approfittare della situazione per vendicarsi, cosa a cui però Mallory non crede, perché il greco sopra ogni altra cosa odia i tedeschi e non farebbe nulla per favorirli. Oltre ai tre ufficiali nella squadra vi sono altri tre soldati. Spyros Pappadimos, un greco di Navarone con la fedina penale sporca ma figlio del locale comandante dei partigiani, 'Butcher' Brown, soldato britannico che ricopre il ruolo di operatore radio e meccanico, oltre ad essere veterano della Guerra Civile Spagnola e infine il caporale John Anthony Miller, un professore di chimica diventato esperto di esplosivi.
Il piano prevede che i sei, che si fingeranno pescatori greci, sbarchino sull'isola arrampicandosi lungo una parete rocciosa non difesa dal nemico, si incontrino e si facciano aiutare dai partigiani locali, che penetrino nella fortezza dove si trovano i cannoni per neutralizzarli con cariche esplosive e che infine tentino di scappare rubando una barca. Il gruppo si mette in viaggio mimetizzandosi su un barcone peschereccio, ma già nel tragitto di avvicinamento a Navarone una motovedetta tedesca si avvicina, consapevole di aver abbordato un mezzo sospetto. Di lì nasce una colluttazione che porta al primo scontro a fuoco e all'annientamento del reparto tedesco. Gli uomini del maggiore Franklin sanno ormai di esser scoperti, ma la missione continua.
L'arrivo a Navarone avviene nel bel mezzo della tempesta e, nonostante l'imbarcazione non resista, l'equipaggio riesce a raggiungere la scogliera e trarsi in salvo con le attrezzature (anche se viveri e medicinali sono perduti). Nella scalata alla parete rocciosa il maggiore Franklin si rompe una gamba e costringe gli altri a rallentare il congiungimento con i partigiani greci del villaggio di Mandrakos. Il maggiore rischia di morire di setticemia ed Andrea propone di sopprimerlo per mettere fine alle sue sofferenze e non compromettere la missione, ma il capitano Mallory, subentrato al comando, rifiuta, convinto che i partigiani potrebbero curarlo in tempo.
Arrivati a destinazione il gruppo incontra Maria Pappadimos e Anna, le due partigiane incaricate di aiutarli. Maria è sorella di Spyros, che fu mandato negli Stati Uniti per sfuggire alla guerra e alla miseria. Franklin, conscio di essere un peso, tenta il suicidio, ma viene fermato dal capitano Mallory, che gli fa credere che la loro missione sia conclusa, perché l'esercito britannico avrebbe tentato lo sbarco in un altro punto dell'isola per distruggere i cannoni. Nel raggiungere la fortezza, il gruppo viene sorpreso più volte da pattuglie nemiche, fino ad essere catturato. Il gruppo riesce a liberarsi grazie ad uno stratagemma di Andrea Stavrou e lascia Franklin alle cure dei tedeschi in qualità di prigioniero. Mallory spera che i tedeschi si facciano dire dal maggiore dello "sbarco sulla costa orientale dell'isola", cosa che distrarrebbe parte della guarnigione tedesca dalla fortezza dei cannoni.
Una volta raggiunta una casa sicura, Miller denuncia il sabotaggio degli inneschi, deduce la presenza di un traditore che è presto smascherato: la giovane partigiana Anna. La donna a suo tempo catturata dai nazisti e temendo le torture aveva deciso di diventare una spia dei tedeschi. La sua compagna Maria, in un impeto d'ira la fredda sul colpo. Nonostante tutto, Mallory e Miller riescono a penetrare nella fortezza, soprattutto grazie allo stratagemma pensato da Mallory e alla "falsa" confessione di Franklin. Miller mina i cannoni e si tuffa in mare con Mallory, dove vengono recuperati da Maria, mentre Pappadimos e Brown perderanno la vita durante le operazioni sull'isola, uno a causa della sua avventatezza, l'altro perché esiterà ad uccidere un marinaio tedesco. Andrea, pur ferito, uccide numerosi tedeschi e riesce a ricongiungersi ai compagni.
I cannoni vengono fatti esplodere e la flotta britannica può attraversare incolume lo stretto di Navarone per recuperare i soldati di Keros. Maria ed Andrea decidono di ritornare sull'isola per guidare la resistenza locale contro gli invasori, col grave pericolo di essere catturati ed eliminati dai nazisti; inoltre Andrea decide di perdonare il capitano britannico per gli eventi passati. Nel finale del film si possono per brevi momenti rivedere le facce dei protagonisti morti, catturati o dispersi nel corso della missione: Brown e Pappadimos, poi Franklin, Maria ed infine Andrea Stavrou. Infine Mallory e Miller, che avevano avuto in quei giorni molti screzi a causa delle differenti vedute personali sulla missione, si riconciliano e sollevati iniziano il viaggio di ritorno in Patria.

## Produzione

### Luoghi
Il film è ambientato in Grecia nelle isole dell'Egeo (Navarone è località di fantasia) ed è ispirato agli avvenimenti della battaglia di Lero. Girato nell'isola di Rodi. Parte degli esterni fu girata alle Isole Tremiti, per la loro somiglianza con quelle della Grecia. Alcune scene finali del film vennero girate sulla scogliera nella parte occidentale dell'isola del Tino, nel Mar Ligure, in provincia della Spezia. I cannoni sono visibili sull'isola di Gorée, di fronte a Dakar, Senegal, dove sono state girate alcune scene.

## Curiosità
- Il film viene citato nel videogioco d'azione stealth Metal Gear Solid 3: Snake Eater in una conversazione Codec. Il protagonista Naked Snake afferma che guarderà la pellicola al suo ritorno negli Stati Uniti.

## Riconoscimenti
- 1962 - Premio Oscar
  - Migliori effetti speciali a Bill Warrington e Vivian C. Greenham
  - Candidatura Miglior film a Carl Foreman
  - Candidatura Migliore regia a J. Lee Thompson
  - Candidatura Miglior sceneggiatura non originale a Carl Foreman
  - Candidatura Miglior montaggio a Alan Osbiston
  - Candidatura Miglior sonoro a John Cox
  - Candidatura Miglior colonna sonora a Dimitri Tiomkin
- 1962 - Golden Globe
  - Miglior film drammatico
  - Miglior colonna sonora a Dimitri Tiomkin
  - Candidatura Migliore regia a J. Lee Thompson
- 1962 - Premio BAFTA
  - Candidatura Migliore sceneggiatura non originale a Carl Foreman